# Anne-Sophie De Maeyer
Anne-Sophie De Maeyer is een personage uit de Vlaamse ziekenhuisserie Spoed dat werd gespeeld door Nele Bauwens. Ze was een vast personage van 2007 tot 2008.

## Personage
De Maeyer wordt in seizoen 10 aangenomen om het tekort aan verplegers op te vangen. Ze is echter brutaal en onnauwkeurig en gaat daardoor vaak in de clinch met dokters Kathy Pieters en Steven Hofkens. Ze heeft nog maar pas haar diploma verpleegkunde, maar toch kan ze het niet laten om haar collega’s goede raad te geven. Ze is er immers van overtuigd dat ze van haar vader, die ook dokter is, alles geleerd heeft. Ze is ook zeer naïef, waardoor ze gemakkelijk voor schut kan worden gezet. Vooral dokter Steven Hofkens heeft het niet zo voor haar.
Ze krijgt een relatie met haar collega-verpleger Sam Vermoessen. In seizoen 11 blijkt ze zwanger te zijn van hem, maar hij is met de noorderzon vertrokken. Ze pleegt abortus, maar zit achteraf met een schuldgevoel. Ze wordt weer de losbol en flapuit die ze vroeger was en laat zich gemakkelijk verleiden. Als ze wordt verleid door stagiair-dokter Pieter Bouten, gaat ze gretig in op zijn avances. Wanneer blijkt dat hij dit alleen deed omdat haar vader in het bestuur van het ziekenhuis zit en zo dacht zeker de job van urgentiearts te krijgen, is ze erg gekwetst.

## Familie
- Gerrit De Maeyer (vader)